# Coppa dei Campioni 1982-1983 (hockey su pista)
La Coppa dei Campioni 1982-1983 è stata la 18ª edizione della massima competizione europea di hockey su pista riservata alle squadre di club. Il torneo ha avuto inizio il 2 aprile e si è concluso il 16 luglio 1983.
Il titolo è stato conquistato dal Barcellona per l'ottava volta nella sua soria, la sesta consecutiva.

## Squadre partecipanti
| Nazione        | Club         | Città              | Qualificazione                                                                      |
| -------------- | ------------ | ------------------ | ----------------------------------------------------------------------------------- |
| Francia        | La Vendéenne | La Roche-sur-Yon   | 1º in 1ere Division 1982, campione di Francia                                       |
| Germania Ovest | Cronenberg   | Wuppertal          | 1º in 1 Bundesliga 1982, campione di Germania Ovest                                 |
| Inghilterra    | Southsea     | Portsmouth         | 1º in Roller Hockey Premier League 1982, campione d'Inghilterra                     |
| Italia         | Reggiana     | Reggio nell'Emilia | 1º in Serie A 1981-1982, campione d'Italia                                          |
| Paesi Bassi    | Dennenberg   | Valkenswaard       | 1º in 1ª Klasse 1982, campione dei Paesi Bassi                                      |
| Portogallo     | Sporting CP  | Lisbona            | 1º in 1ª Divisão 1981-1982, campione del Portogallo                                 |
| Spagna         | Barcellona   | Barcellona         | Campione d'Europa in carica e 1º in División de Honor 1981-1982, campione di Spagna |
| Spagna         | Sentmenat    | Sentmenat          | 4º in División de Honor 1981-1982                                                   |
| Svizzera       | Montreux     | Montreux           | 1º in Lega Nazionale A 1982, campione di Svizzera                                   |

## Risultati

### Primo turno
| Squadra 1 | Totale  | Squadra 2   | Andata | Ritorno |
| --------- | ------- | ----------- | ------ | ------- |
| Montreux  | 10 - 28 | Sporting CP | 2 - 8  | 8 - 20  |

### Quarti di finale
| Squadra 1    | Totale | Squadra 2   | Andata | Ritorno |
| ------------ | ------ | ----------- | ------ | ------- |
| Cronenberg   | 43 - 4 | Southsea    | 26 - 2 | 17 - 2  |
| Dennenberg   | 5 - 14 | Barcellona  | 2 - 4  | 3 - 10  |
| La Vendéenne | 9 - 20 | Sentmenat   | 4 - 6  | 5 - 14  |
| Reggiana     | 4 - 8  | Sporting CP | 2 - 5  | 2 - 3   |

### Semifinali
| Squadra 1   | Totale | Squadra 2  | Andata | Ritorno |
| ----------- | ------ | ---------- | ------ | ------- |
| Sentmenat   | 7 - 5  | Cronenberg | 6 - 3  | 1 - 2   |
| Sporting CP | 5 - 9  | Barcellona | 1 - 0  | 4 - 9   |

### Finale
| Squadra 1 | Totale | Squadra 2  | Andata | Ritorno |
| --------- | ------ | ---------- | ------ | ------- |
| Sentmenat | 7 - 23 | Barcellona | 1 - 9  | 6 - 14  |

#### Andata
| Sentmenat 2 luglio 1983 | Sentmenat | 1 – 9 | Barcellona |  |

#### Ritorno
| Barcellona 16 luglio 1983 | Barcellona | 14 – 6 | Sentmenat | Palau Blaugrana |